# قرار المؤتمر الشعبي الوطني بشأن تشريع الأمن القومي في هونغ كونغ
مشروع القرار لإنشاء وتحسين إطار قانوني وآلية إنفاذ لحماية الأمن القومي في منطقة هونغ كونغ الإدارية الخاصة  ، يشار إليها عادة باسم قانون الأمن القومي لهونج كونج  ، هو مشروع قانون  تجري مناقشته حاليًا في الدورة الثالثة للمجلس الوطني الشعبي الثالث عشر، المنعقدة في الفترة من 22 مايو 2020 إلى 28 مايو 2020، ومن المقرر التصويت عليه في نهاية الجلسة في 28 مايو 2020.
يغطي مشروع المقرر خمسة جوانب، بما في ذلك تحسين الأمن القومي ومنع التدخل الخارجي في شؤون مدينة هونج كونج. ويهدف القانون إلى وضع «تدابير قائمة على القانون وقوية» تحظر الأنشطة الموصوفة بأنها «تحدت بشكل خطير الخط الأساسي لمبدأ» دولة واحدة، نظامان «، وأضرت بسيادة القانون، وهددت السيادة الوطنية والأمن ومصالح التنمية». بالإضافة إلى حظر التخريب أو الانفصال أو أعمال التدخل الأجنبي ضد الحكومة المركزية، ولذلك سيتم إنشاء «أجهزة أمنية» في هونغ كونغ.
يختلف عن المادة 23 من قانون هونج كونج الأساسي التي تشترط موافقة المجلس التشريعي،  يمكن سن القانون المقترح بإضافته إلى الملحق الثالث من القانون الأساسي، متجاوزًا الإجراء التشريعي لهونج كونج بشكل فعال. منذ اقتراحه، تم انتقاده لأنه يزيد من تقييد الحكم الذاتي والحريات المدنية في هونغ كونغ. في 23 مايو 2020، لوحظ أن وسائل الإعلام الصينية التي تديرها الدولة كانت تدافع بنشاط عن مشروع القانون، وتصور «القوانين حسب الضرورة لحماية حكم الحزب الشيوعي». وصفت صحيفة نيويورك تايمز ذلك بأنه «آلة الدعاية الصينية (تعمل) بكامل طاقتها حيث سعت الحكومة للدفاع عن قوانين جديدة تهدف إلى الحد من المعارضة والاحتجاج في هونغ كونغ».

## خلفية
حاولت حكومة هونغ كونغ سن المادة 23 من قانون هونج كونج الأساسي، وهو قانون مشابه للمسودة المقترحة حاليًا، في فبراير 2003، لكنها اضطرت إلى وضعها على الرف بعد مظاهرة حاشدة ضدها. في عام 2019، اقترحت الحكومة مشروع قانون المجرمين الهاربين والمساعدة القانونية المتبادلة في المسائل الجنائية (تعديل) الذي أثار احتجاجات هونغ كونغ واسعة النطاق 2019-2020 التي أجبرت الحكومة على سحبها. نظرًا لأن الحكومة المركزية لجمهورية الصين الشعبية تقرر أن إدارة هونغ كونغ غير قادرة على تمرير التشريعات المحلية لسن قوانين تتعلق بالأمن القومي، فإنها تلجأ بذلك إلى المجلس الشعبي الوطني لتشريع مثل هذا القانون.

## مواد المشروع
يتألف المشروع القومي في هونج كونج من 7 مواد مترجمة على النحو التالي مع فقرات بارزة مشددة:
1. يتعين على الدولة تنفيذ سياسة «دولة واحدة ونظامان» والدرجة العالية من الحكم الذاتي التي تتمتع بها هونغ كونغ، مع الحفاظ على الدستور والنظام الدستوري الذي ينص عليه القانون الأساسي لمنطقة هونغ كونغ الإدارية الخاصة. كما تضع نظاما قانونيا سليما في منطقة هونغ كونغ الإدارية الخاصة للحفاظ على الأمن القومي، ومنع ومعاقبة الأنشطة التي تعرض الأمن القومي للخطر.
2. تعترض الدولة على أي تدخل أجنبي في شؤون منطقة هونغ كونغ الإدارية الخاصة، وسوف تستخدم أي تدابير مضادة ضرورية، تمنع وتعاقب أي أنشطة أجنبية في هونغ كونغ تهدف إلى الانفصال والتخريب والاختراق والتدمير.
3. إن الحفاظ على سيادة البلد ووحدته هو المسؤولية الدستورية لمنطقة هونغ كونغ الإدارية الخاصة. تقوم منطقة هونغ كونغ الإدارية الخاصة بتشريع قانون الأمن القومي وفقًا للقانون الأساسي في أقرب وقت ممكن. على السلطة التنفيذية والتشريعية والقضائية بمنطقة هونغ كونغ الإدارية الخاصة منع ومعاقبة الأعمال التي تعرض الأمن القومي للخطر بموجب القانون ذي الصلة.
4. تقوم منطقة هونغ كونغ الإدارية الخاصة بإنشاء منظمة وآلية سليمة للحفاظ على الأمن القومي وتعزيز عمل الحفاظ على الأمن القومي. يجوز للمنظمات في الحكومة الشعبية المركزية المسؤولة عن الأمن القومي إنشاء منظمات في منطقة هونغ كونغ الإدارية الخاصة من أجل الوفاء بمسؤولية الحفاظ على الأمن القومي.
5. يقدم الرئيس التنفيذي لمنطقة هونغ كونغ الإدارية الخاصة دوريا تقريرا عن عمل الحفاظ على الأمن القومي، والتثقيف بشأن الأمن القومي، وحظر الأعمال التي تعرض الأمن القومي للخطر.
6. إن اللجنة الدائمة للمجلس الشعبي الوطني مخولة بسن قوانين من أجل بناء نظام قانوني سليم في منطقة هونغ كونغ الإدارية الخاصة للحفاظ على الأمن القومي ومنع ومعاقبة التدخل الأجنبي في شؤون هونغ كونغ وأي أعمال تعرض الأمن القومي للخطر مثل الانفصال، أعمال التخريب وتنظيم الأعمال الإرهابية. تقرر اللجنة الدائمة للمجلس الوطني لنواب الشعب الصيني إدراج القوانين المذكورة أعلاه في المرفق الثالث من القانون الأساسي لمنطقة هونغ كونغ الإدارية الخاصة لجمهورية الصين الشعبية، الذي يتعين على منطقة هونغ كونغ الإدارية الخاصة تنفيذه.
7. يسري هذا القرار اعتباراً من يوم الإعلان.

## الإستجابة المحلية والدولية

### الإستجابة الفاعلة
في 22 مايو 2020، أصدر الرئيس التنفيذي كاري لام بيانًا ذكر فيه أن حكومة منطقة هونغ كونغ الإدارية الخاصة ستتعاون بشكل كامل مع اللجنة الدائمة للمجلس الوطني لنواب الشعب الصيني لإكمال التشريع. في مؤتمر صحفي في اليوم نفسه، عزت إلى الهبوط السريع في سوق الأسهم بعد الإعلان عن مشروع القرار كجزء من «صعود وهبوط» السوق المعتادة، قائلة إن القرار سيوفر للشركات بيئة مستقرة.
وعلق أندرو ليونج، رئيس المجلس التشريعي، بأن القرار يصب في مصلحة البلاد بشكل عام. وأشار مارتن لياو، منظم المشرعين المؤيدين للمؤسسة، إلى أن المجلس الوطني لنواب الشعب يمارس سلطته الدستورية ومسؤوليته باعتباره أعلى جهاز في سلطة الدولة لحماية الأمن القومي.

### الإستجابة السلبية
أعرب السياسي المؤيد للديمقراطية لي تشوك يان عن قلقه من أن القانون المقترح يمكن استخدامه بشكل تعسفي باعتباره تهمة «مقاس واحد يناسب الجميع» ضد النشطاء، وذلك باستخدام الحائز على جائزة نوبل للسلام ليو شياوبو كمثال، الذي حكم عليه إلى السجن لمدة 11 سنة بتهمة «التحريض على التخريب».
وعلقت تانيا تشان، نائبة مؤيدة للديمقراطية، بأن مسودة القرار أكدت أن هونج كونج تتغير من «دولة واحدة، نظامان» إلى «دولة واحدة، نظام واحد»، قائلة أن الحكومة الصينية تتدخل في شؤون هونج كونج في كافة المجالات. الجوانب.
وصفت الناشطة الاجتماعية جوشوا وونغ مشروع القرار بأنه محاولة الحزب الشيوعي الصيني لمحو علاقة هونج كونج بالمجتمع الدولي، قائلا إن مسودة القانون يمكن استخدامها لتجريم الحزب السياسي تظاهر لتعزيز حقوق الإنسان في هونغ كونغ. وقانون الديمقراطية.
انتقد منظم جبهة حقوق الإنسان المدنية جيمي شام القانون باعتباره «أكبر سلاح نووي استخدمه الحزب الشيوعي الصيني في تدميره المتبادل لهونج كونج».
في 24 مايو 2020، حدث تجمع للاحتجاج على قانون الأمن المقترح. يعد هذا أكبر احتجاج في هونج كونج منذ بداية جائحة فيروس كورونا. وللمرة الأولى منذ شهرين، نشرت الشرطة الغاز المسيل للدموع في محاولة لتفريق المتظاهرين.

### بيان مشترك من المملكة المتحدة واستراليا وكندا
في 22 مايو 2020، أصدر وزير الخارجية البريطاني دومينيك راب ووزيرة الخارجية الأسترالية ماريز باين ووزيرة الخارجية الكندية فرانسوا فيليب شامبان بيانًا مشتركًا ردًا على قانون الأمن الجديد في هونج كونج. وينص البيان على أن الصين يجب أن تستمر في تنفيذ الإعلان المشترك الملزم قانونًا، الذي وقعته الصين والمملكة المتحدة، والذي سيوفر تلك الحقوق والحريات للمشاركين ويضمن درجة عالية من الحكم الذاتي لهونج كونج. تظل أحكام عهدي الأمم المتحدة بشأن حقوق الإنسان، بما في ذلك العهد الدولي الخاص بالحقوق المدنية والسياسية والعهد الدولي الخاص بالحقوق الاقتصادية والاجتماعية والثقافية، سارية المفعول. وتضيف أن مسودة مثل هذا القانون دون إشراك التشريعات الاستشارية والأشخاص والقضاء تعطل «دولة واحدة ونظامان».

### بيان مشترك من 23 دولة
في 24 مايو 2020، أصدرت مجموعة من الحكام بقيادة حاكم هونج كونج السابق كريس باتن بيانًا مشتركًا، يتضمن البيان 201 موقعًا من ضباط حكوميين سابقين أو حاليين، لا سيما من بينهم ماركو روبيو، تيد كروز، بوب مينينديز، أعضاء البرلمان البريطاني ديبي أبراهامز ومالكولم ريفكيند، بالإضافة إلى أعضاء آخرين في الاتحاد الأوروبي وبرلمانيين من ألمانيا وماليزيا ونيوزيلندا وكندا وإندونيسيا وغيرها الكثير. يدين الموقع «إدخال تشريعات الأمن القومي من جانب واحد»، ويعلن أنه اعتداء على «دولة واحدة ونظامين»، فضلا عن استقلالية المدينة وحرية الشعب.

### كندا
في 22 مايو 2020، أبلغ رئيس الوزراء جاستن ترودو الصحفيين أن كندا «قلقة بشأن الوضع» وأن كندا تريد «ضمان استمرار نهج نظام دولة واحدة ونظامين».

### الصين
في 24 مايو 2020. قال وزير الخارجية الصيني وانغ يي إن هناك «فيروسا سياسيا» في الولايات المتحدة وأن كلا البلدين على «حافة حرب باردة جديدة» بسبب التوترات بشأن وضع هونج كونج وقضايا فيروسات كورونا.

### الإتحاد الأوربي
في 22 مايو 2020، أصدر بيتر ستانو، المتحدث الرسمي باسم الاتحاد الأوروبي، بيانًا صحفيًا. وكتبت أن مبدأ «دولة واحدة ونظامان» يعلق أهمية كبيرة على الحفاظ على درجة عالية من الحكم الذاتي في هونغ كونغ، بما يتماشى مع القانون الأساسي والالتزامات الدولية، وكذلك احترام هذا المبدأ. يجب أن يتم التشاور مع الناس واحترام حقوق الإنسان والحرية قبل اعتماد تشريع الأمن القومي، كما هو منصوص عليه في المادة 23 من القانون الأساسي، مع دعم استقلالية هونغ كونغ ومبدأ «دولة واحدة ونظامان».

### اليابان
في 22 مايو 2020، قال كبير أمناء مجلس الوزراء يوشيهايد سوجا أن اليابان «تتابع عن كثب التطور باهتمام كبير للغاية». وأضاف أن وجود هونج كونج الحرة والمفتوحة في ظل إطار «دولة واحدة ونظامان» الحالي مهم.

### سويسرا
في 22 مايو 2020، أصدرت وزارة الخارجية الاتحادية السويسرية بيانًا على تويتر، كتب فيه أن القانون الأمني يجب أن يمر أولاً بالتشريع، وأن سويسرا تعلق أهمية كبيرة على التمسك بمبدأ «دولة واحدة ونظامان».

### تايوان
في 22 مايو 2020، قال الحزب التقدمي الحاكم، الحزب الديمقراطي التقدمي، إنه إذا تم تمرير التشريع، فسيغير مصير هونغ كونغ إلى الأبد، وأنه سيخبر العالم أن مفهوم "دولة واحدة، نظامان" قد مات. " كما دعا حزب المعارضة الكومينتانغ بكين إلى احترام ودعم الحكم الذاتي لهونج كونج وحرية التعبير وحرية التجمع.

### الولايات المتحدة الأمريكية
في 21 مايو 2020، أخبر الرئيس دونالد ترامب الصحفيين أنه لا يعرف ما هو التشريع، ولكن «إذا حدث ذلك، فسوف نعالج هذه المسألة بشدة.»  في 22 مايو 2020، قال وزير الخارجية مايك بومبيو في بيان أن «الولايات المتحدة تحث بكين بقوة على إعادة النظر في اقتراحها الكارثي، والامتثال لالتزاماتها الدولية، واحترام درجة عالية من الحكم الذاتي والمؤسسات الديمقراطية والحريات المدنية في هونغ كونغ.» وأضاف أن الولايات المتحدة ستقف مع شعب هونغ كونغ. وفي اليوم نفسه، أخبر المستشار الأقدم كيفين هاسيت الصحفيين أن الولايات المتحدة «تدرس ما يمكن أن يكون ردنا عليه». قال عضوان في مجلس الشيوخ الأمريكي، الجمهوري بات تومي والديمقراطي كريس فان هولن، إنهما يعتزمان تقديم مشروع قانون «سيقدم تشريعًا لفرض عقوبات على المسؤولين الصينيين بسبب انتهاك استقلال هونغ كونغ».
في 24 مايو 2020، قال مستشار الأمن القومي بالبيت الأبيض روبرت أوبراين إن الولايات المتحدة ستفرض عقوبات على هونج كونج والبر الرئيسي للصين إذا تم تمرير قانون الأمن.